# Riccardo Bonetto
Riccardo Bonetto (* 20. März 1979 in Asolo) ist ein italienischer ehemaliger Fußballspieler.

## Karriere
Bonetto begann seine Profikarriere in der Jugendmannschaft von Juventus Turin. In der Winterübertrittszeit 1997/98 kam er in die erste Mannschaft von Novara Calcio, welchen er im Sommer Richtung US Fermana verließ.
1998 ging er dann für zwei Saisons nach Belgien und unterschrieb beim KSK Beveren. In beiden Spielzeiten wurde man 15. 2000 kehrte er nach Italien zurück und spielte eine Saison bei der AC Arezzo. Ein Jahr später unterschrieb er beim FC Empoli. Bereits nach einem halben Jahr wurde er an Ascoli Calcio verliehen, in der darauffolgenden Saison an die AS Lucchese Libertas. 2004/05 kehrte er nach Empoli zurück und schaffte den Aufstieg in die Serie A. In der Saison 2005/06 war der Italiener im Frühjahr wieder Leihgabe bei Ascoli Calcio. 
2006 unterschrieb der linke Verteidiger bei Lazio Rom, wo er in der Saison 2006/07 zu neun Einsätzen in der Serie A kam. Der Verein wurde am Ende Dritter in der Meisterschaft. In der Saison 2007/08 war Bonetto beim FC Bologna aktiv, wo er zum zweiten Mal einen Aufstieg feiern konnte. 2008/09 stand die Lazioleihgabe im Kader der AS Livorno. Im Playoff konnte man durch einen Erfolg gegen Brescia Calcio abermals den Aufstieg fixieren.  
Seit der Saison 2009/10 steht Bonetto wieder im Kader von Lazio Rom, kam dort aber nicht zum Einsatz. Im Sommer 2011 verließ er die Hauptstadt und schloss sich Bassano Virtus in der Lega Pro Prima Divisione an.

## Erfolge
- Aufstieg in die Serie A: 2005, 2008, 2009